# 格罗特胡森城

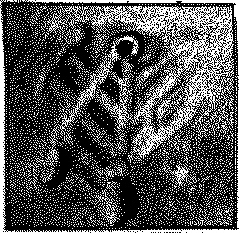
"格罗特胡森城"常见外观

格罗特胡森城(City Gruithuisen)是月球表面一种“鱼刺状”结构地貌，位于浪湾南部。1822年首次被德国巴伐利亚医生兼天文学家"弗朗茨·冯·格罗特胡森"(Franz von Gruithuisen)观察并描述。

## 另请参阅
《月亮大骗局》

## 资料来源
- 格罗特胡森城 （页面存档备份，存于） 月球地图集（俄文）